# 衡阳工业职工大学
26°52′38″N 112°39′03″E / 26.877215°N 112.650697°E
衡阳工业职工大学，位于湖南省衡阳市珠晖区苗圃凤凰村，是湖南省一所综合性技工学校。

## 历史
1975年，中国地质矿产部衡阳探矿机械厂“721”工大、中国地质矿产部重庆探矿机械厂“721”工大组建合并成为“地质矿产部衡阳探矿机械厂职工大学”，它是“衡阳工业职工大学”的前身。 1994年，中国地质矿产部教育司批准同意改名为“衡阳工业职工大学”。

## 学校院系
衡阳工业职工大学拥有三个部，大学部，中学部和中技部，共计21个专业。

## 学校文化

### 校训
修德，志学，容融，笃行，强能，致用

### 学校精神
艰苦奋斗，自强不息

### 校风
勤奋守纪、开拓创新

### 教风
循循善诱、因材施教

### 学风
勤学苦练、善思好问